# Vie-publique.fr
Vie-publique.fr est un site web français, produit, édité et géré par la Direction de l'information légale et administrative (DILA), administration placée sous l'autorité du Premier ministre, dans le cadre de sa mission générale d'information et de documentation sur l'actualité politique, économique, sociale, nationale et européenne.
Il facilite l'accès des citoyens aux ressources et données utiles pour appréhender les grands sujets qui animent le débat public français.
Créé en 2002, il a été entièrement refondé en novembre 2008 puis en novembre 2019.
Il adopte désormais la nouvelle charte graphique des sites publics (format DSFR,,).

## Contenu du site
Vie-publique.fr est un site d'information consacré aux politiques publiques. Il dispose de plusieurs formats : infographies, quiz, vidéos, data visualisation, illustrations, bande dessinée, podcast, etc..[pertinence contestée]
Vie-publique.fr propose gratuitement, pour tous les sujets traités, des contenus clairs, riches et fiables, représentatifs des différents points de vue. Cette information doit permettre aux citoyens de démêler le vrai du faux, de se faire une opinion et de favoriser l’engagement dans le débat public. Par cette contribution à la compréhension du monde contemporain, les contenus publiés sur vie-publique.fr participent au débat démocratique et à la formation du citoyen.
Vie-publique.fr traite des politiques publiques françaises et européennes mais le site s'intéresse également à l'international quand les sujets permettent d’éclairer le débat public. Les sujets susceptibles de susciter la controverse sont abordés à condition que leur traitement réponde aux principales exigences éditoriales du site : clarté, richesse des contenus, fiabilité, neutralité et objectivité, et reposent sur le traitement de données publiques officielles ou sur la production de rapports publics.
Les sujets traités sont éclairés par :
- une information sur le contexte historique, législatif, géographique, …
- des analyses croisées, des comparaisons internationales,
- des points de vue d’auteurs et d’experts extérieurs à la DILA.
Les fonctions ou les rôles des auteurs et experts extérieurs à la DILA sont présentés sur le site afin de permettre au lecteur de situer le propos.

## Les ressources du site
Le site est organisé autour d’un ensemble de fiches didactiques qui présentent le fonctionnement des principales institutions de la Ve République, des collectivités territoriales et de l’administration, l’organisation de l’Union européenne et les relations internationales. Il a pour objectif de donner un premier niveau d’information nécessaire à la compréhension des actualités traitées par ailleurs dans le site.
À côté des articles d’actualités et documents multimédias (infographies, cartes, vidéos, podcasts, …) qui permettent différents niveaux de lecture, le site présente des documents bruts (rapports et discours publics) ainsi que Le panorama des lois qui permet de suivre l’actualité parlementaire au jour le jour et d’offrir un descriptif synthétique des textes législatifs.
Vie-publique.fr permet également d’accéder à toutes les publications de la marque La Documentation française et renvoie sur les sites marchands permettant de les commander en ligne.